# فرانسيس شروود
فرانسيس شروود (بالإنجليزية: Frances Sherwood)‏ (4 يونيو 1940، واشنطن العاصمة في الولايات المتحدة)؛ روائية أمريكية.